# Данијел Шарић
Данијел Шарић (Добој, 27. јул 1977) катарски је рукометни голман српског порекла.

## Клупска каријера
Шарић је каријеру почео у Слоги из Добоја. Играо је затим и за Борац из Бања Луке након чега је прешао у Црвену звезду. Као играч београдских црвено-белих освојио је две титуле првака и два купа СР Југославије. Након Звезде игра за Синтелон из Бачке Паланке са којим осваја куп СР Југославије 2000. године.
Током 2003. године одлази у Шпанију где је прво заиграо за екипу Кантабрије, да би потом наступао за Алкобендас, Адемар Леон, Портланд Сан Антонио из којег је 2009. године прешао Барселону. За најбољег играча шпанског првенства је проглашен 2011. године, најбољи голман је био 2011. и 2012, најбољи голман Купа АСОБАЛ био је 2011, док је 2012. проглашен за најбољег голмана Суперкуп АСОБАЛ. Играч каталонског клуба је остао до 2016. године и у том периоду је поред многобројних трофеја у домаћим такмичењима освојио и две титуле првака Европе.

## Репрезентација

### СРЈ / СЦГ
Шарић је на почетку каријере играо за репрезентацију СР Југославије. Био је на ширем списку селектора Веселина Вујовића за Олимпијске игре 2000. у Сиднеју, али није успео да уђе у коначан састав и оде на ОИ. Иста ситуација се десила и пред Светско првенство 2001. у Француској, када га је тадашњи селектор Бранислав Покрајац ставио на списак, али Шарић ипак није заиграо на првенству. И у наредном периоду је био на списковима националног тима, али ипак није добио прилику да игра на великим такмичењима.
Деби на великим такмичењима је имао на Светском првенству 2005. у Тунису где је репрезентација СЦГ освојила 5. место. Играо је и на Европском првенству 2006. у Швајцарској где је СЦГ освојила 9. место. То првенство је остало упамћено због тога што је неколико репрезентативаца оптужило селектора Вујовића да је тражио од њих да пусте Хрватску у мечу који није имао резултатски значај за СЦГ. Након тог првенства Шарић је одлучио да не брани више за репрезентацију.
Након распада државне заједнице Србије и Црне Горе, Шарић је у неколико наврата добијао позив да игра за репрезентацију Србије али је одбијао да се одазове.

### Босна и Херцеговина
Шарић је у октобру 2009. године, заједно са још једним бившим репрезентативцем СР Југославије Небојшом Голићем, добио позив да игра за репрезентацију Босне и Херцеговине који је и прихватио. Као један од разлога играња за БиХ је навео то што је пријатељ са тадашњи селектором Војиславом Рађом. Шарић је требало да наступа у квалификацијама за Светско првенство 2011. у Шведској али је у јануару 2010. стигло обавештење од Европске рукометне федерације да нема право наступа за БиХ јер не испуњава одређене чланове правилника о регистрацији за национални тим БиХ с обзиром на то да је пре тога наступао за селекцију Србије и Црне Горе. У септембру 2010. је ипак добио дозволу ЕХФ-а да игра за репрезентацију БиХ. За Босну и Херцеговину је играо током 2010. и 2011. године у квалификацијама за Европско првенство 2012. године у Србији. Селекција БиХ је заузела последње место у својој квалификационој групи и није се пласирала на шампионат Европе. Шарић је за национални тим БиХ наступио на само седам утакмица, да би у наредним годинама одбијао позив да игра. Током 2015. године је у једном интервјуу изјавио да је играње за Босну и Херцеговину била грешка.

### Катар
Током 2013. године неки медији су објавили вест да ће Шарић играти за репрезентацију Катара. Он је то тада демантовао рекавши да је завршио са играњем за репрезентације. Ипак у октобру 2014. године је објављено да ће Шарић ипак заиграти за селекцију Катара. Са репрезентацијом Катара је заиграо на Светском првенству 2015. године. Селекција Катара је са Шарићем на голу направила историјски успех пласманом у финале Светског првенства. Ипак у финалном мечу су изгубили од репрезентације Француске па су морали да се задовоље сребрном медаљом.
Шарић је са Катаром изборио пласман на Олимпијске игре 2016. у Рију, где је заузео осмо место. Играо је и на Светском првенству 2017. у Француској (8. место) и на Светском првенству 2019. у Данској (13. место).

## Трофеји

### Црвена звезда
- Првенство СР Југославије (2): 1996/97, 1997/98.
- Куп СР Југославије (2): 1994/95, 1995/96.

### Синтелон
- Куп СР Југославије (1): 1999/00.

### Барселона
- Лига шампиона (2): 2010/11, 2014/15.
- АСОБАЛ лига (6): 2010/11, 2011/12, 2012/13, 2013/14, 2014/15, 2015/16.
- Куп АСОБАЛ (6): 2009/10, 2011/12, 2012/13, 2013/14, 2014/15, 2015/16
- Суперкуп Шпаније (6): 2008/09, 2009/10, 2012/13, 2013/14, 2014/15, 2015/16
- Куп Шпаније (4): 2009/10, 2013/14, 2014/15, 2015/16.